# Pentarn
Pentarn är en ö i Finland. Den ligger i Finska viken och i kommunen Sibbo i den ekonomiska regionen  Helsingfors i landskapet Nyland, i den södra delen av landet. Ön ligger omkring 18 kilometer öster om Helsingfors.
Öns area är 1 hektar och dess största längd är 160 meter i nord-sydlig riktning. Närmaste större samhälle är Helsingfors, 19,1 km väster om Pentarn.